# Collita griseola
Collita griseola — вид метеликів з родини еребід (Erebidae).

## Поширення
Вид поширений в Європі, Північній і Південно-Східній Азії. Живуть у вологих листяних лісах, віддаючи перевагу рівнинним болотам.

## Опис
Метелики досягають розмаху крил від 29 до 35 мм (самці) і 27-32 мм (самиці). Широкі передні крила мають жовтувато-свинцево-сірий колір і тьмяно-сірчану або коричнево-жовту реберну смугу, яка звужується від середини переднього краю крила й тягнеться приблизно до зовнішньої третини передніх крил. Світліші задні крила мають блідо-жовто-сірий колір і трохи темніші до краю. Задні крила і черевце знизу жовті. Короткі ниткоподібні вусики з двома рядами війок у обох статей. 
Гусениці чорні з двома ламаними помаранчево-червоними лініями спини. У них ж по одній великій плямі на спині за головною капсулою та на кінці черевця. Тварини мають численні кудлаті темні пучки волосся по всьому тілу.

## Спосіб життя
Моль літає з травня по серпень залежно від місця розташування. Личинки живляться лишайниками.

## Підвиди
- Collita griseola griseola
- Collita griseola sachalinensis (Matsumura, 1930) (Далекий Схід)
- Collita griseola submontana (Inoue, 1982) (Японія)